# مراکش در جام جهانی فوتبال
مراکش در جام جهانی فوتبال (انگلیسی: Morocco at the FIFA World Cup) شامل آمارهایی از پیشینه تیم ملی فوتبال مراکش در مسابقات جام جهانی فوتبال نیز می‌باشد.
مراکش تاکنون ۵ بار جواز حضور در جام جهانی را به دست آورده است. اولین حضور آن‌ها در این مسابقات در جام جهانی ۱۹۷۰ رقم خورد.

## آمار کلی در جام جهانی
| آمار و عملکرد در جام جهانی فوتبال | آمار و عملکرد در جام جهانی فوتبال | آمار و عملکرد در جام جهانی فوتبال | آمار و عملکرد در جام جهانی فوتبال | آمار و عملکرد در جام جهانی فوتبال | آمار و عملکرد در جام جهانی فوتبال | آمار و عملکرد در جام جهانی فوتبال | آمار و عملکرد در جام جهانی فوتبال | آمار و عملکرد در جام جهانی فوتبال | آمار و عملکرد در جام جهانی فوتبال |
| سال                               | میزبان(ها)                        | مرحله                             | رتبه                              | بازی                              | برد                               | مساوی                             | باخت                              | گل‌زده                             | گل‌خورده                           |
| --------------------------------- | --------------------------------- | --------------------------------- | --------------------------------- | --------------------------------- | --------------------------------- | --------------------------------- | --------------------------------- | --------------------------------- | --------------------------------- |
| ۱۹۳۰                              | اروگوئه                           | شرکت نکرد                         | شرکت نکرد                         | شرکت نکرد                         | شرکت نکرد                         | شرکت نکرد                         | شرکت نکرد                         | شرکت نکرد                         | شرکت نکرد                         |
| ۱۹۳۴                              | ایتالیا                           | شرکت نکرد                         | شرکت نکرد                         | شرکت نکرد                         | شرکت نکرد                         | شرکت نکرد                         | شرکت نکرد                         | شرکت نکرد                         | شرکت نکرد                         |
| ۱۹۳۸                              | فرانسه                            | شرکت نکرد                         | شرکت نکرد                         | شرکت نکرد                         | شرکت نکرد                         | شرکت نکرد                         | شرکت نکرد                         | شرکت نکرد                         | شرکت نکرد                         |
| ۱۹۵۰                              | برزیل                             | شرکت نکرد                         | شرکت نکرد                         | شرکت نکرد                         | شرکت نکرد                         | شرکت نکرد                         | شرکت نکرد                         | شرکت نکرد                         | شرکت نکرد                         |
| ۱۹۵۴                              | سوئیس                             | شرکت نکرد                         | شرکت نکرد                         | شرکت نکرد                         | شرکت نکرد                         | شرکت نکرد                         | شرکت نکرد                         | شرکت نکرد                         | شرکت نکرد                         |
| ۱۹۵۸                              | سوئد                              | شرکت نکرد                         | شرکت نکرد                         | شرکت نکرد                         | شرکت نکرد                         | شرکت نکرد                         | شرکت نکرد                         | شرکت نکرد                         | شرکت نکرد                         |
| ۱۹۶۲                              | شیلی                              | راه نیافت                         | راه نیافت                         | راه نیافت                         | راه نیافت                         | راه نیافت                         | راه نیافت                         | راه نیافت                         | راه نیافت                         |
| ۱۹۶۶                              | انگلستان                          | انصراف                            | انصراف                            | انصراف                            | انصراف                            | انصراف                            | انصراف                            | انصراف                            | انصراف                            |
| ۱۹۷۰                              | مکزیک                             | مرحله گروهی                       | ۱۴ام                              | ۳                                 | ۰                                 | ۱                                 | ۲                                 | ۲                                 | ۶                                 |
| ۱۹۷۴                              | آلمان غربی                        | راه نیافت                         | راه نیافت                         | راه نیافت                         | راه نیافت                         | راه نیافت                         | راه نیافت                         | راه نیافت                         | راه نیافت                         |
| ۱۹۷۸                              | آرژانتین                          | راه نیافت                         | راه نیافت                         | راه نیافت                         | راه نیافت                         | راه نیافت                         | راه نیافت                         | راه نیافت                         | راه نیافت                         |
| ۱۹۸۲                              | اسپانیا                           | راه نیافت                         | راه نیافت                         | راه نیافت                         | راه نیافت                         | راه نیافت                         | راه نیافت                         | راه نیافت                         | راه نیافت                         |
| ۱۹۸۶                              | مکزیک                             | یک هشتم نهایی                     | ۱۱ام                              | ۴                                 | ۱                                 | ۲                                 | ۱                                 | ۳                                 | ۲                                 |
| ۱۹۹۰                              | ایتالیا                           | راه نیافت                         | راه نیافت                         | راه نیافت                         | راه نیافت                         | راه نیافت                         | راه نیافت                         | راه نیافت                         | راه نیافت                         |
| ۱۹۹۴                              | ایالات متحده آمریکا               | مرحله گروهی                       | ۲۳وم                              | ۳                                 | ۰                                 | ۰                                 | ۳                                 | ۲                                 | ۵                                 |
| ۱۹۹۸                              | فرانسه                            | مرحله گروهی                       | ۱۸ام                              | ۳                                 | ۱                                 | ۱                                 | ۱                                 | ۵                                 | ۵                                 |
| ۲۰۰۲                              | کره جنوبی و ژاپن                  | راه نیافت                         | راه نیافت                         | راه نیافت                         | راه نیافت                         | راه نیافت                         | راه نیافت                         | راه نیافت                         | راه نیافت                         |
| ۲۰۰۶                              | آلمان                             | راه نیافت                         | راه نیافت                         | راه نیافت                         | راه نیافت                         | راه نیافت                         | راه نیافت                         | راه نیافت                         | راه نیافت                         |
| ۲۰۱۰                              | آفریقای جنوبی                     | راه نیافت                         | راه نیافت                         | راه نیافت                         | راه نیافت                         | راه نیافت                         | راه نیافت                         | راه نیافت                         | راه نیافت                         |
| ۲۰۱۴                              | برزیل                             | راه نیافت                         | راه نیافت                         | راه نیافت                         | راه نیافت                         | راه نیافت                         | راه نیافت                         | راه نیافت                         | راه نیافت                         |
| ۲۰۱۸                              | روسیه                             | مرحله گروهی                       | ۲۷ام                              | ۳                                 | ۰                                 | ۱                                 | ۲                                 | ۲                                 | ۴                                 |
| ۲۰۲۲                              | قطر                               | رده‌بندی                           | ۴ام                               |                                   |                                   |                                   |                                   |                                   |                                   |
| ۲۰۲۶                              | ایالات متحده آمریکا کانادا مکزیک  | آینده                             | آینده                             | آینده                             | آینده                             | آینده                             | آینده                             | آینده                             | آینده                             |
| ۲۰۳۰                              | عربستان سعودی                     | آینده                             | آینده                             | آینده                             | آینده                             | آینده                             | آینده                             | آینده                             | آینده                             |
| مجموع                             | مجموع                             | مجموع                             | مجموع                             | ۱۶                                | ۲                                 | ۵                                 | ۹                                 | ۱۴                                | ۲۲                                |

## مسابقات
| جام جهانی | مرحله         | حریف          | نتیجه | نتیجه | گلزنان مراکش   |
| --------- | ------------- | ------------- | ----- | ----- | -------------- |
| ۱۹۷۰      | مرحله گروهی   | آلمان غربی    | ۱–۲   | باخت  | جریر           |
| ۱۹۷۰      | مرحله گروهی   | پرو           | ۰–۳   | باخت  | —              |
| ۱۹۷۰      | مرحله گروهی   | بلغارستان     | ۱–۱   | مساوی | الغزوانی       |
| ۱۹۸۶      | مرحله گروهی   | لهستان        | ۰–۰   | مساوی | —              |
| ۱۹۸۶      | مرحله گروهی   | انگلستان      | ۰–۰   | مساوی | —              |
| ۱۹۸۶      | مرحله گروهی   | پرتغال        | ۳–۱   | برد   | خیری (۲)، میری |
| ۱۹۸۶      | یک هشتم نهایی | آلمان غربی    | ۰–۱   | باخت  | —              |
| ۱۹۹۴      | مرحله گروهی   | بلژیک         | ۰–۱   | باخت  | —              |
| ۱۹۹۴      | مرحله گروهی   | عربستان سعودی | ۱–۲   | باخت  | شاوش           |
| ۱۹۹۴      | مرحله گروهی   | هلند          | ۱–۲   | باخت  | ناظر           |
| ۱۹۹۸      | مرحله گروهی   | نروژ          | ۲–۲   | مساوی | حاجی، حدا      |
| ۱۹۹۸      | مرحله گروهی   | برزیل         | ۰–۳   | باخت  | —              |
| ۱۹۹۸      | مرحله گروهی   | اسکاتلند      | ۳–۰   | برد   | بصیر (۲)، حدا  |
| ۲۰۱۸      | مرحله گروهی   | ایران         | ۰–۱   | باخت  | —              |
| ۲۰۱۸      | مرحله گروهی   | پرتغال        | ۰–۱   | باخت  | —              |
| ۲۰۱۸      | مرحله گروهی   | اسپانیا       | ۲–۲   | مساوی | بوطیب، النصیری |

## بیشترین بازی
| # | نام                | بازی‌ها | جام جهانی(ها) |
| - | ------------------ | ------ | ------------- |
| ۱ | مصطفی حاجی         | ۶      | ۱۹۹۴ و ۱۹۹۸   |
| ۲ | رشید عزوزی         | ۵      | ۱۹۹۴ و ۱۹۹۸   |
| ۲ | عبدالکریم الحضریوی | ۵      | ۱۹۹۴ و ۱۹۹۸   |
| ۲ | طاهر الخالج        | ۵      | ۱۹۹۴ و ۱۹۹۸   |
| ۲ | نورالدین نیبت      | ۵      | ۱۹۹۴ و ۱۹۹۸   |
| ۶ | عزیز بودرباله      | ۴      | ۱۹۸۶          |
| ۶ | نورالدین ابویحیاوی | ۴      | ۱۹۸۶          |
| ۶ | عبدالمجید الظلمی   | ۴      | ۱۹۸۶          |
| ۶ | لبید خلیفه         | ۴      | ۱۹۸۶          |
| ۶ | عبدالرزاق خیری     | ۴      | ۱۹۸۶          |
| ۶ | عبدالکریم میری     | ۴      | ۱۹۸۶          |
| ۶ | عبدالمجید لمریس    | ۴      | ۱۹۸۶          |
| ۶ | محمد التیمومی      | ۴      | ۱۹۸۶          |
| ۶ | بادو الزاکی        | ۴      | ۱۹۸۶          |
| ۶ | مصطفی الحداوی      | ۴      | ۱۹۸۶ و ۱۹۹۴   |
| ۶ | سماحی تریکی        | ۴      | ۱۹۹۴ و ۱۹۹۸   |

## برترین گلزنان
| # | نام            | گل‌ها | جام جهانی(ها) |
| - | -------------- | ---- | ------------- |
| ۱ | عبدالرزاق خیری | ۲    | ۱۹۸۶          |
| ۱ | صلاح‌الدین بصیر | ۲    | ۱۹۹۸          |
| ۱ | عبدالجلیل حدا  | ۲    | ۱۹۹۸          |
| ۴ | موهوب الغزوانی | ۱    | ۱۹۷۰          |
| ۴ | حومان جریر     | ۱    | ۱۹۷۰          |
| ۴ | عبدالکریم میری | ۱    | ۱۹۸۶          |
| ۴ | محمد شاوش      | ۱    | ۱۹۹۴          |
| ۴ | حسان ناظر      | ۱    | ۱۹۹۴          |
| ۴ | مصطفی حاجی     | ۱    | ۱۹۹۸          |
| ۴ | خالد بوطیب     | ۱    | ۲۰۱۸          |
| ۴ | یوسف النصیری   | ۱    | ۲۰۱۸          |